# Ramkot
Ramkot is een Belgische rockband. De band werd in 2017 in Gent opgericht door Tim Leyman (zang, gitaar), Tom Leyman (drums) en Hannes Cuyvers (zang, basgitaar).

## Geschiedenis
In 2019 bracht Ramkot de eerste ep genaamd Ramkot uit. In 2021 won Ramkot de talentenjacht De Nieuwe Lichting van Studio Brussel. In november dat jaar bracht de band een tweede ep uit genaamd What Exactly Are You Looking For.
Op 17 februari 2023 volgde het eerste album genaamd In Between Borderlines, dat goed ontvangen werd. De naam van het album was gebaseerd op de overgangsperiode van de bandleden tussen studeren en werk, maar ook na de coronacrisis. Twee maanden later, op 29 april, stond Ramkot in het voorprogramma van Metallica in de Ziggo Dome in Amsterdam. Ook ging de band op tour door Nederland.
In juni 2023 stond de band op Pinkpop, wat kon rekenen op gemengde kritiek van 3voor12. Ook een optreden in juli kon rekenen op gemengde kritiek van OOR. Volgens het tijdschrift leek de band meer te willen werken aan het rockimago dan aan de nummers.
De band ging later naar Californië voor hun tweede album. Op 15 november 2024 kwam de opvolger van In Between Borderlines genaamd Rosa. Het bevatte zachtere, maar ook hardere nummers dan eerst.

## Discografie

### Ep's
| Jaar | Titel                            |
| ---- | -------------------------------- |
| 2019 | Ramkot                           |
| 2021 | What Exactly Are You Looking For |

### Albums
| Jaar | Titel                  |
| ---- | ---------------------- |
| 2023 | In Between Borderlines |
| 2024 | Rosa                   |

## Stijl
De stijl van de band wordt omschreven als ramrock, ruig en krachtig, met invloeden van Queens of the Stone Age, Soulwax en De Staat.